# Taras Kyjak

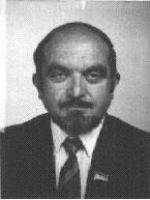
Taras Kyjak

Taras Romanowytsch Kyjak (ukrainisch Кияк Тарас Романович, * 23. März 1944 in Wynnyky, Oblast Lwiw, Ukrainische SSR; † 18. Januar 2018 in  Kiew, Ukraine) war ein ukrainischer Sprachwissenschaftler und Politiker.

## Leben
Taras Kyjak wurde am 23. März 1944 in Wynnyky geboren, wo er jedoch nur die ersten vier Monate seines Lebens verbrachte, da seine Familie durch ihre Verbindung zur ukrainischen Widerstandsbewegung sehr oft den Wohnort wechselte. Sein Vater Roman Andrij Kyjak (Deckname – Kryvonis Figurka, * 17. Mai 1920 in Wynnyky, † 27. Dezember 1998 in Iwano-Frankiwsk) war Funktionär der ukrainischen Befreiungsbewegung und der ukrainischen Griechisch-katholischen Kirche.
Taras Kyjak studierte Deutsche Sprache und Literatur an der Nationalen Jurij-Fedkowytsch-Universität in Czernowitz.
1978 verteidigte er seine Dissertation mit dem Thema „Quantitative Einschätzungen der Motiviertheit der terminologischen Einheiten“ zum Kandidaten der Philologie. 1989 wurde er zum Doktor der Philologie mit der Dissertation zum Thema „Motiviertheit der lexikalischen Einheiten (quantitative und qualitative Merkmale).“
Er war Doktor der Philologie und leitete ab 2003 den Lehrstuhl der Theorie und Praxis der Übersetzung aus dem Deutschen am Institut für Philologie an der Nationalen Taras-Schewtschenko-Universität in Kiew.
Taras Kyjak unterrichtete Lexikologie der deutschen Sprache, Theorie der Übersetzung, Variabilität der deutschen Sprache, Terminologiewissenschaft, Einführung zur Übersetzungswissenschaft, Allgemeine Sprachwissenschaft, Phonetik der deutschen Sprache, Rhetorik, wissenschaftlich-technische Übersetzung und Bearbeitung der wissenschaftlichen Texte.
In Leipzig, München und Wien verbrachte er Forschungsaufenthalte.
Sein Forschungsinteresse umfasste die Gebiete Fachsprachen, Terminologiewissenschaft, wissenschaftlich-technische Übersetzung, Übersetzungswissenschaft, Sprachpolitik und ukrainische Latynka.
Taras Kyjak ist der Autor von etwa 250 wissenschaftlichen Publikationen. Er starb nach langer Krankheit am 18. Januar 2018 in einem Krankenhaus in Kiew.

### Politische Tätigkeit
Kyjak war Abgeordneter der Werchowna Rada in der zweiten Einberufung. Er koordinierte die Gruppe „Verfassungszentrum“, ist einer der Mitbegründer des Forschungszentrums der Bukowina und leitete die Parlamentsgruppe „Ukraine – Deutschland“ in der Werchowna Rada von 1995 bis 1998. Ferner war er Leiter der regionalen Organisation „Proswita“ (Aufklärung) in Czernowitz (1990–1995), Vorsitzender der ukrainischen Terminologie-Gesellschaft (2002), einer der Mitbegründer der Demokratischen Partei der Ukraine (1990–2003) und Träger des Verdienstordens der dritten Klasse. Er verfasste den Artikel 10 (über die Sprache) der ukrainischen Verfassung.

## Ehrungen
Kyjak war Ehrendoktor des Instituts für den Donauraum und Mitteleuropa in Wien und ab dem 23. August 2012 „Ehrenbürger von Wynnyky“.

## Wissenschaftliche Leistungen
Monographien
1. Motivierung der lexikalischen Einheiten (quantitative und qualitative Eigenschaften). — Lwiw: Hochschule, 1988. — 210 S.
2. Sprachwissenschaftliche Aspekte der Terminologie. — Kiew: UMK WS, 1989. — 104 S.
3. Grundlage des Terminologieschaffens. Semantische und soziolinguistische Aspekte. — K.: Verlagshaus KMA, 2000. — 270 S. (gemeinsam mit D`jakow A. S. und Kudelko Z. B.)
4. Translatologie (deutsch-ukrainische Richtung). — K.: Verlag KNU, 2010. (gemeinsam mit Naumenko A. M. und Oguj O. F.) — 510 S.
Artikel
1. Kyjak T.R. Über "innere Form" der lexikalischen Einheiten / T.R. Kyjak // Fragen zur Sprachwissenschaft, 1987. — № 3.
2. Kyjak T.R. Über Motivierungsart der lexikalischen Einheiten / T.R. Kyjak // Fragen zur Sprachwissenschaft, 1989. — № 1.
3. Kyjak T.R. Harmonisierung als Bereich des Terminologieordnens / T.R. Kyjak // Wissenschaftlich-technische Terminologie, 1991. — № 4.
4. Kyjak T.R. Wissenschaftlich-technische Übersetzung (theoretische und praktische Aspekte) / T.R. Kyjak // Fremdsprachige Philologie, 1992. — Heft 104.
5. Kyjak T.R. Staatszweisprachigkeit: Mythen und Realität // Sammlung von wissenschaftlichen Arbeiten "Ukrainische Terminologie und Gegenwart". — K.: Nationale Akademie der Wissenschaften der Ukraine, 1998.
6. Kyjak T.R. Moldauische- rumänische- ukrainische Wechselbeziehungen / T.R. Kyjak // Diplomatische Ukraine. — Heft 2 — K.: 2002.
7. Kyjak T.R. Eurointegration. Die Ukraine aus der EU-Ansicht / T.R. Kyjak // Diplomatische Ukraine. — Heft 3. — K.: 2003.
8. Kyjak T.R. Form und Inhalt des Sprachzeichens / T.R. Kyjak // Der Anzeiger von Nationalen Wassyl-Karasin-Universität Charkiw, — Charkiw: Konstanta, 2004. — S. 75–79.
9. Kyjak T.R. Fachsprachen als neue Richtung der sprachwissenschaftlichen Forschung / T.R. Kyjak // Fremdsprachige Philologie, 2009. — Heft 121. — Lwiw: Nationale Iwan-Franko-Universität Lwiw. — S. 138–142.
Lehrbücher und Tutorials
1. Praktischer Phonetikkurs der deutschen Sprache. — Czernowitz: CTU, 1978. − 110 S. (gemeinsam mit Zhowkiws´kij A. M.)
2. Theorie und Praxis der Übersetzung. Deutsche Sprache. — Winnyzja: Nova knyga, 2006. — 410 S. (gemeinsam mit Naumenko A. M. und Oguj O. D.)
3. Vergnügliche deutsche Sprache. — K.: Verlag KNU, 2012. — 215 S. (gemeinsam mit Marynjuk V. V.)
Wörterbücher
1. Fünfsprachiges Informatikbedeutungswörterbuch. — K., 1995. — 372 S. (gemeinsam mit Ivanychkij R. W.)
2. Lehrwörterbuch der wirtschaftlichen Termini: Russisch, Ukrainisch, Englisch. — К.: KM Academia, 1997. — 264 S. (gemeinsam mit Drozd O. M., Dubichinskij W. W., D`jakow A. S.)
3. Wörterbuch der internationalen griechischen und lateinischen Termini in der gegenwärtigen Terminologie. — K.: KM Academia, 1996. — 103 S. (gemeinsam mit Gnatyschena I. M.)
4. Ukrainisch-russisch- englisch- deutsches Bedeutungs- und Übersetzungswörterbuch der Termini der Marktwirtschaft. — K.: Oberegi, 2001. — 310 S. (gemeinsam mit D`jakow A. S., Kudelko Z. B., Kulisch W. I., Pokrowska O. A.).